# 東郷実乙
東郷 実乙（とうごう さねくに）は、江戸時代中期の薩摩藩士、剣術示現流7代目師範。家格小番。

## 経歴
安永4年（1775年）、父・東郷実昉の隠居につき家督相続。寛政元年（1789年）、御目付に就任。役料銀6枚30目をもらう。のち物頭兼鎗奉行に就任。役料米73俵をもらう。文化元年（1804年）11月8日、死去。

## 人物
実乙は流祖重位以来と言われるほどの達人であり、「示現流中興の祖」と言われる。物頭は兵具奉行が改名した職であるから東郷重利以来、4世代ぶりの就任であった。なお、鑓奉行と物頭は兼職するのが決まりであった。しかしながら目附就任時には役料銀をもらっていたが、これは「薩藩政要録」によれば、石高50石以下の者に支給されるものであり、家格小番の割に持高が少なめであったことが窺える。なお、幕末の御小姓与西郷隆盛の石高は41石余りであったので、これと大して変わらなかったことが分かる。